# Ampelopsis bodinieri
Ampelopsis bodinieri là một loài thực vật hai lá mầm trong họ Nho. Loài này được (H.Lév. & Vaniot) Rehder miêu tả khoa học đầu tiên năm 1934.